# Steinbach (Mengkofen)
Steinbach ist ein Gemeindeteil von Mengkofen im niederbayerischen Landkreis Dingolfing-Landau.

## Lage
Steinbach liegt an der Staatsstraße 2328 zwischen Bayerbach bei Ergoldsbach und Mengkofen auf der Gemarkung Mühlhausen.

## Geschichte
Die historische Ortsbezeichnung war Untersteinbach. Der Ort gehörte zur Gemeinde Süßkofen im Landkreis Mallersdorf, die zum 1. Juli 1972 im Zuge der Auflösung des Landkreises Mallersdorf in den Landkreis Dingolfing-Landau umgegliedert wurde. Am 1. Mai 1978 wurde die Gemeinde Süßkofen nach Mengkofen eingemeindet.